# Xander van Vledder
Xander van Vledder (Sittard, 17 augustus 1985) is een Nederlands acteur.

## Filmografie

### Televisieseries
- 2024: Onopgelost - Bart
- 2017-2020: Papadag - Karst
- 2017: De Maatschap – Jakob Meyer (4 afleveringen)
- 2017: Smeris – Viktor Razinsky (seizoen 3)
- 2015: Smeris – Viktor Razinsky (seizoen 2, 2 afleveringen)
- 2014: Ramses – Cees Nooteboom (2 afleveringen)
- 2013: Van Gogh; een huis voor Vincent – Anthon van Rappard (2 afleveringen)
- 2013: Freddy, leven in de brouwerij – Freddy Jr. (4 afleveringen)
- 2010: Feuten – Hendrik Bolhuis sr. (7 afleveringen)
- 2008: Deadline – Rinus Verbeek (1 aflevering)

### Films
- 2024: Invasie – Taco van Vlijmen
- 2019: Wat is dan liefde – Harmen
- 2019: Boy Meets Gun – Collega van Maarten
- 2014: Gooische Vrouwen 2 – Ober

### Theater
- 2011/2013: Soldaat van Oranje – Fred van Houten
- 2013: Soldaat van Oranje – Chris de Vries
- 2015/2016: Willem Ruis, de show van zijn leven – Willem Ruis
- 2016: Een vijand van het volk – Thomas Stockmann
- 2022: De Speld Theater – zichzelf
- 2025: Het Geluk van Limburg - Pastoor Veasen

## Prijzen
- Mannelijke hoofdrol in een grote musical voor 'Willem Ruis, de show van zijn leven' - nominatie (2015)

- Gemeinsame Normdatei: 1180656334
- MusicBrainz: 9b866328-89e4-4236-be6d-1986b4c34de3
- Virtual International Authority File: 5690155286622787180003